# جشنواره فیلم نیویورک
جشنواره فیلم نیویورک (به انگلیسی: New York Film Festival) از افتتاحش در سال ۱۹۶۳ در نیویورک از جشنواره‌های مطرح فیلم بوده‌است. این جشنواره غیررقابتی توسط ایموس ووگل و ریچارد راود تأسیس شد.
یوجین هرناندز از سال ۲۰۲۰ تاکنون مدیر جشنواره فیلم نیویورک، و دنیس لیم مدیر بخش برنامه‌نویسی آن هستند. کنت جونز از سال ۲۰۱۳ تا ۲۰۱۹ مدیر این جشنواره بود.